# Saverio Guerra
Saverio Guerra (Brooklyn, Nueva York, 25 de agosto de 1964) es un actor estadounidense. Conocido por su papel de Bob en la comedia de CBS Becker, de 1998 a 2003.
También apareció en la comedia de corta vida (seis episodios) Temporarily Yours (1997), donde interpretó a Caesar Santos, y en la serie dramática EZ Streets (1996), como Sammy Feathers. También apareció en varios capítulos de Buffy the Vampire Slayer.

## Apariciones en cine y televisión
- NYPD Blue, Lenny Russo, «Lenny Scissorhands» (2005)
- Monk, Commissioner Brooks, «Mr. Monk Gets Fired» (2004)
- El espantatiburones (voz), 2004
- Blue Streak, Benny
- Loco por ti, Bellhop, «The Honeymoon» (1999)
- Caroline in the City, Adamo, «Caroline and the Cabbie» (1998)
- Union Square, Artie, «Jack Gets a Hot Tip» (1997)
- Buffy the Vampire Slayer, Willy the Snitch
- Homicide: Life on the Street, Deano Hoover, «The Damage Done» (1996)
- Public Morals, John Biondi, «The Orange Cover»
- Bad Boys (1995), Chet
- Las Vegas
- Lucky You, Lester
- My Name Is Earl
- Becker (1998-2003), Bob